# Posco Tower-Songdo
La Posco Tower-Songdo, chiamata anche Northeast Asia Trade Tower (in coreano: 포스코타워-송도) è un grattacielo situato a Songdo, in Corea del Sud.
L'edificio con un'altezza di 305 metri, è attualmente il quarto più alto della Corea del Sud e ha 68 piani. Sebbene sia stato terminato nel 2011, il completamento del suo interno è stato ritardato a causa di complicazioni finanziarie durante la recessione economica.
Dispone di 19 piani di uffici, la più alta vista panoramica della Corea del Sud al 65º piano, un hotel di lusso, residenze e negozi al dettaglio.